# A Republikanska futbolna grupa 1993-1994
L'edizione 1993-94 della A PFG vide la vittoria finale del Levski Sofia, che conquista il suo diciannovesimo titolo, il secondo consecutivo.
Capocannoniere del torneo fu Nasko Sirakov del Levski Sofia con 30 reti.

## Classifica finale
|    | Classifica                 | G  | V  | N  | P  | GF | GS | Dif | Pt |
| -- | -------------------------- | -- | -- | -- | -- | -- | -- | --- | -- |
| 1  | Levski Sofia (CB)(C)       | 28 | 22 | 5  | 1  | 78 | 17 | +61 | 71 |
| 2  | CSKA Sofia                 | 28 | 17 | 3  | 8  | 58 | 27 | +31 | 54 |
| 3  | Botev Plovdiv              | 28 | 15 | 5  | 8  | 50 | 29 | +21 | 50 |
| 4  | Šumen (N)                  | 28 | 14 | 6  | 8  | 49 | 34 | +15 | 48 |
| 5  | Lokomotiv Plovdiv          | 28 | 12 | 4  | 12 | 38 | 43 | -5  | 40 |
| 6  | FK Etăr                    | 28 | 10 | 10 | 8  | 42 | 33 | +9  | 40 |
| 7  | Beroe Stara Zagora         | 28 | 11 | 5  | 12 | 33 | 38 | -5  | 38 |
| 8  | Lokomotiv Gorna Orjahovica | 28 | 11 | 5  | 12 | 25 | 39 | -14 | 38 |
| 9  | Slavia Sofia               | 28 | 9  | 9  | 10 | 30 | 37 | -7  | 36 |
| 10 | Pirin Blagoevgrad          | 28 | 10 | 6  | 12 | 35 | 36 | -1  | 36 |
| 11 | Lokomotiv Sofia            | 28 | 10 | 4  | 14 | 37 | 40 | -3  | 34 |
| 12 | Dobrudža Dobrič            | 28 | 8  | 10 | 10 | 37 | 42 | -5  | 34 |
| 13 | Černomorec Burgas          | 28 | 8  | 6  | 14 | 30 | 36 | -6  | 30 |
| 14 | Černo More Varna (N)       | 28 | 5  | 6  | 17 | 24 | 68 | -44 | 21 |
| 15 | Spartak Varna              | 28 | 4  | 4  | 20 | 18 | 65 | -47 | 16 |
| -  | Jantra Gabrovo (*)         | 8  | 1  | 0  | 7  | 5  | 18 | -13 | -  |

- (C) Campione nella stagione precedente
- (N) squadra neopromossa
- (CB) vince la Coppa di Bulgaria
- (*) Retrocesso dopo 8 partite

### Verdetti
- Levski Sofia Campione di Bulgaria 1993-94.
- Černomorec Burgas, Černo More Varna, Spartak Varna e Jantra Gabrovo retrocesse in B PFG.

### Qualificazioni alle Coppe europee
- Coppa UEFA 1994-1995: Levski Sofia, CSKA Sofia e Shumen qualificate al turno preliminare.